# Günther Weissenborn
Ne doit pas être confondu avec Günther Weisenborn (écrivain).
Günther Weissenborn ou Weißenborn (2 juin 1911 à Cobourg – 25 février 2001 à Detmold) est un pianiste allemand spécialisé dans le répertoire d'accompagnement du lied et un chef d'orchestre.

## Biographie
Günther Weißenborn étudie à la Hochschule für Musik de Berlin, l'orgue, le piano, la direction d'orchestre, la pédagogie musicale et la germanistique. Un de ses professeurs est Paul Hindemith. Ensuite, il est chef d'orchestre à l'Opéra de Halle, jusqu'en 1942. Puis le chef principal au Deutsches Theater de Lille, en France occupée, jusqu'en 1944. En 1943, il est brièvement détenu par la Gestapo pour avoir omis de déclarer un cas de haute trahison. En 1944, il est destitué de son poste de Kapellmeister sans préavis. Après la guerre, en 1945, il travaille successivement à Hanovre et à l'Opéra d'État de Hambourg sous la direction de Günther Rennert.
À l'été 1950, Weissenborn reprend, en tant que directeur musical, la suite du chef d'orchestre Fritz Lehmann, à l'orchestre du Théâtre de Göttingen, le Deutsches Theater nouvellement créé, où sont présentés principalement des pièces de théâtre et des ballets avec Heinz Hilpert. Après une seule saison, pour des raisons financières, le théâtre a dû se séparer de la section musique – et donc de son orchestre. Mais grâce à Günther Weissenborn, cet orchestre s'est transformé en Orchestre symphonique de Göttingen, évitant la dissolution. Jusqu'en 1957, Weissenborn et l'orchestre collaborent et à nouveau en 1960, de façon sporadique, lorsque Weissenborn reprend la direction artistique du Festival Haendel de Göttingen, pendant 20 ans, jusqu'en 1980.
Günther Weissenborn en tant qu'excellent pianiste et a très tôt acquis une réputation d'accompagnateur internationalement recherchée. À partir de 1946, il était le pianiste partenaire de nombreux chanteurs bien connus de son temps, tels que Erika Köth, Anneliese Rothenberger, Dietrich Fischer-Dieskau, Walther Ludwig, Peter Anders et Hermann Prey. Avec Dietrich Fischer-Dieskau, avec qui il était en bons termes, Weissenborn a effectué plus de 30 années de collaboration – en Europe, aux États-Unis et au Japon.
Cette fructueuse réussite avec des chanteurs et les ensembles de chambre, le conduit dès 1960 à un poste de professeur à la Hochschule für Musik de Detmold et de mener une classe de maître pour la musique de chambre et l'accompagnement, qu'il assure jusqu'en 1976.
Weissenborn passe ses dernières années à Detmold. Il a d'abord été marié avec la chanteuse Irmgard Barth, dont il a divorcé après la guerre ; puis avec Elske Weissenborn née Grytzka. De ce second mariage sont nés les enfants Barbara (née en 1948) et Günther Wilhelm (né en 1951). Après la mort d'Elske, Günther Weissenborn a épousé la pianiste Misao Kawasaki en 1995.

## Distinction
- 1976 : Officier de l'ordre du Mérite de la République fédérale d'Allemagne

## Discographie
Accompagnateur
- Loewe, Ballades - Hermann Prey, baryton (1964, Vox)
- Mozart, Lieder - Erika Köth, soprano (1967, Eterna/Berlin Classics)
- Reger, Lieder - Dietrich Fischer-Dieskau, baryton (1966, Deutsche Grammophon)
- Schubert, Winterreise - Peter Anders, ténor (1948, Gebhardt)
- Schumann, Lieder et Zwölf Gedichte, op. 35 - Dietrich Fischer-Dieskau, baryton (1958, Deutsche Grammophon)
- Schumann, Lieder - Rita Streich (Deutsche Grammophon)
- Verdi, 5 Lieder et Mascagni, 6 Lieder - Cornelis van Dijk, ténor (22–23 septembre 1955, Deutsche Grammophon)[2]

Chef d'orchestre
- Haendel : Samson - Orchestre de la NDR (1964, 3LP Everest SDBR 3125/3)[3]
- Haendel : Deborah - Gertraut Stoklassa, Friedrich Melzer, Lothar Ostenburg, Georg Jelden, Christel Patzschke, Horst Schwarzer, Victor Martens, Sankt-Jakobi Kantorei de Göttingen, Orchestre de la Norddeutsche Rundfunk de Hanovre (1967, 2 LP Bärenreiter-Musicaphon BM30SK 1341/42)